# Søndergårdender
Søndergårdender (dansk) eller Süderhofenden (tysk) er en gade i den indre by i Flensborg. Gaden strækker sig over ca. 500 m. fra Angelbogade til Rådhusgade, hvor den fortsætter som Nørregårdender.
Gaden er første gang omtalt i 1616. Den har sit navn efter de langstrakte gårde på Holmen med deres haver, som endte ved den fra Mølledammene kommende Skærbæk / Møllestrøm. Gaden dannede dermed en grænse for den faste bebyggelse i Sankt Nikolaj-kvarteret (ligesom Nørregårdender i det mod nord tilstødende Vor Frue-kvarter). Senere blev haverne bebygget, Møllestrømmen kanaliseret og Søndergårdender blev til en bred indfartsvej til byens centrum. Ved Rådehusgade opstod i 1800-tallet den engelske banegård. I dag er området præget af moderne bygninger fra 1900- og 2000-tallet samt byens centrale busterminal (ZOB). Ved overgangen til Nørregårdender fandtes i middelalderen med Knoglebrækkerport en af byens mange byporte.